# Upplands runinskrifter Fv1948;168
Runinskrift U Fv1948;168 är ristad på en runsten, som står intill Alsike kyrka i Knivsta och Alsike socken, Uppland.

## Stenen
Runstenen hittades 1947 och lagades och restes året därpå.
Stenens konstnärligt utförda ristning är skapad av den uppländske runmästaren Öpir och motivets ornamentik med en rundrake och ett kristet kors går i Urnesstil Pr4 daterad till perioden 1060-1100. 
Ristningen är väldigt typisk för ristaren Öpir. Sven B.F. Jansson skrev att den är så typisk att den utan tvekan kunnat identifieras som en Öpir-ristning även om den inte varit signerad.
Den från runor översatta inskriften lyder enligt nedan:

## Inskriften
Translitterering av runraden:
sibi ' uk ' ikriþ ' litu ' raisa ' stain ' iftiʀ ' g-ha ' uk ' at ' harþ ' suni ' sina ' sihimuntr ' uk ' sihikfastr '  bryþr ' sina ¶ ybir risti
Normalisering till runsvenska:
Sibbi ok Ingrið letu ræisa stæin æftiʀ G[a]ga(?) ok at Harð, syni sina, Sigmundr ok Sigfastr [at] brøðr sina. Øpiʀ risti.
Översättning till nusvenska:
Sibbe och Ingrid lät resa stenen efter Gagi (?) och efter Hard, söner sina; Sigmund and Sigfast efter bröder sina. Öpir ristade.